# RAB6A
RAB6A (англ. RAB6A, member RAS oncogene family) – білок, який кодується однойменним геном, розташованим у людей на короткому плечі 11-ї хромосоми. Довжина поліпептидного ланцюга білка становить 208 амінокислот, а молекулярна маса — 23 593.
| 10         |  | 20         |  | 30         |  | 40         |  | 50         |
| ---------- |  | ---------- |  | ---------- |  | ---------- |  | ---------- |
| MSTGGDFGNP |  | LRKFKLVFLG |  | EQSVGKTSLI |  | TRFMYDSFDN |  | TYQATIGIDF |
| LSKTMYLEDR |  | TVRLQLWDTA |  | GQERFRSLIP |  | SYIRDSTVAV |  | VVYDITNVNS |
| FQQTTKWIDD |  | VRTERGSDVI |  | IMLVGNKTDL |  | ADKRQVSIEE |  | GERKAKELNV |
| MFIETSAKAG |  | YNVKQLFRRV |  | AAALPGMEST |  | QDRSREDMID |  | IKLEKPQEQP |
| VSEGGCSC   |  |            |  |            |  |            |  |            |

A: Аланін

C: Цистеїн

D: Аспарагінова кислота

E: Глутамінова кислота

F: Фенілаланін

G: Гліцин

I: Ізолейцин

K: Лізин

L: Лейцин

M: Метіонін

N: Аспарагін

P: Пролін

Q: Глутамін

R: Аргінін

S: Серин

T: Треонін

V: Валін

W: Триптофан

Кодований геном білок за функцією належить до фосфопротеїнів. 
Задіяний у таких біологічних процесах, як взаємодія хазяїн-вірус, транспорт, транспорт білків, транспорт між ендоплазматичним ретикулумом і апаратом Гольджі, ацетилювання, альтернативний сплайсинг. 
Білок має сайт для зв'язування з нуклеотидами, ГТФ. 
Локалізований у мембрані, апараті гольджі.